# Yên Hiếu công
Yên Hiếu công (chữ Hán: 燕孝公; trị vì: 492 TCN-455 TCN hoặc 464 TCN-450 TCN) hay Yên Khảo công (燕考公), là vị vua thứ 31 hoặc 32 của nước Yên - chư hầu nhà Chu trong lịch sử Trung Quốc.
Sử sách không ghi rõ quan hệ giữa Yên Hiếu công và vị vua trước là Yên Tiền Giản công hoặc Yên Hiến công. Do Sử ký xác nhận giữa Yên Tiền Giản công và Yên Hiếu công có Yên Hiến công, thời gian làm vua của Hiếu công bắt đầu từ 464 TCN, còn Trúc thư kỷ niên và Chiến Quốc sử xác định ông bắt đầu làm vua từ năm 492 TCN.
Sử sách không ghi chép sự kiện xảy ra liên quan tới nước Yên trong thời gian ông làm vua.
Về năm mất của Hiếu công, sử sách ghi chép khác nhau. Sử ký ghi ông mất năm 450 TCN, tức là làm vua 15 năm; còn theo Trúc thư kỉ niên thì năm mất của ông là 455 TCN, tức là làm vua 28 năm. Sau khi ông mất, Yên Thành công lên nối ngôi. Sử sách không ghi rõ quan hệ giữa Thành công và Hiếu công.